# Александар (византијски цар)
Александар, понекад Александар III (грч. Αλέξανδρος, око 870-913) био је византијски цар од 912. до 913. године. Трећи је син Василија I и Евдокије Ингерине.

## Владавина
Како је у време смрти Лава VI (12. мај 912. година) његов син Константин имао свега седам година, престо преузима Александар, рођени брат покојног цара, односно Константинов стриц. Регентови први кораци су одмах дали до знања да он не намерава да престо сачува за свог нећака већ да га задржи за себе. Стога је царицу Зоју отерао у манастир, а на двор разместио своје људе. На престо патријањха враћа Николу Мистика који је позван да „уреди црквене послове у складу са канонима“.
Прилично лакоуман, непромишљен и сав заокупљен својим забавама, цар Александар започиње свађе са бугарским царем Симеоном I и одбија му плаћање данка (кога је византија плаћала још од 896. године након битке код Бугарофигона). Симеон покреће напад на Византију. Но, цар Александар изненада умире 6. јуна 913. године.